# Guy Delvingt
Guy Delvingt (ur. 28 czerwca 1958 w Baccon) – francuski judoka. Olimpijczyk z Los Angeles 1984, gdzie zajął piąte miejsce w wadze ekstralekkiej.
Uczestnik mistrzostwach świata w 1983. Zdobył cztery medale w zawodach drużynowych na mistrzostwach Europy; piąty indywidualnie w 1978. Wygrał igrzyska śródziemnomorskie w 1979. Wicemistrz świata juniorów w 1976 roku.
Jego brat Yves Delvingt, również był zapaśnikiem i olimpijczykiem z Montrealu 1976 i Moskwy 1980.

## Letnie Igrzyska Olimpijskie 1984
| Konkurencja | Eliminacje           | Eliminacje          | Eliminacje          | Repasaże               | Finały                | Klas. końcowa |
| Konkurencja | Przeciwnik I         | Przeciwnik II       | 1/4                 | Przeciwnik I           | o 3. miejsce          | Miejsce       |
| ----------- | -------------------- | ------------------- | ------------------- | ---------------------- | --------------------- | ------------- |
| 60 kg       | Zhang Guojun (CHN) Z | Gino Ciampa (AUS) Z | Kim Jae-yup (KOR) P | Carlos Sotillo (ESP) Z | Edward Liddie (USA) P | 5.            |